# Cratere Tsetsa
Tsetsa  è un cratere sulla superficie di Venere.